# Krási
Krási, en grec moderne : Κράσι, est un village du dème de Chersónissos, dans le district régional de Héraklion, de la Crète, en Grèce. Selon le recensement de 2001, la population de Krási compte 348 habitants. Il est situé à une altitude de 600 m et à une distance de 46,3 km de Héraklion.